# ドドん
ドドんは、浅井企画に所属する日本のお笑いコンビ。歌ネタ王決定戦2015 ファイナリスト。

## メンバー
- 石田 芳道（いしだ ほうどう、1985年7月21日 - ） (40歳)
ボケ担当。本名:石田 芳道(いしだ よしみち)
愛媛県松山市出身。
身長163cm、体重68kg、血液型はA型。
松山大学経済学部経済学科卒業。大学時代は落語研究部に所属。
実家は元禄時代に創建された曹洞宗の寺院で、石田本人も住職の資格を持っている本物の僧侶である。そのため、読経が得意。[1]
特技は他に水泳、書道。プロレス観戦が趣味。
大のプロレス好き。プロレストークライブ 「プロレス者の集い」のメンバーにも名を連ねている[2]。
でんぱ組.incが好き。
大学生時代からドドん結成前まで、ピン芸人『いしだとうふ』として活動（この芸名の由来は「石田が石で固いイメージなので、逆に豆腐のように柔らかいイメージを持たせるよう」に付けたという[3]）。いしだとうふ時代は一人コントで活動。大学生時代にお笑いの全国大会（コント部門）で優勝。
大学4年生の時に2008年1月26日放送の『カイブツ』（日本テレビ）に出演。この当時は、芸人を続けるか、住職として実家の寺を継ぐか迷っていたという。
坊主頭だが家にドライヤーがある。
えくぼから毛が生えており、口ひげよりも早いスピードで伸びる。
和菓子、特にあんこが好き。

- 安田 義孝（やすだ よしたか、1981年11月27日 - ） (43歳)
ツッコミ・ネタ作り担当。千葉県船橋市出身。
身長176cm、体重60kg、血液型はO型。
敬愛大学経済学部経済学科卒業。
かつてはバンドマンで、全国を演奏して回っていた[4]。そのため、ギター、ベース、ドラムの楽器演奏が特技。
他に料理が特技。趣味はサッカーと映画鑑賞。そろばん3級の資格を持っている。
Mr.Children、GLAYが好き。
足の指が異様に器用で、足でギターが弾ける。本人曰く「足の指でプチトマトくらいなら潰せる」とのこと。
GReeeeNのモノマネがひどい。
桜井和寿（Mr.Children）のモノマネをやりたがる傾向にあるが、よくわからない（島津健一郎（元・にじむピンク）談)。
舌がとても短い。
描く絵が独特。
一番好きなドラマは世紀末の詩。
相方のキャラに合わせて葬儀屋でアルバイトしている[5]。

## 来歴・概説
- 2009年4月結成[1]。結成年月日は、マセキ芸能社の養成所に入った日としている。コンビ名の由来は石田がプロレスが好きで、プロレスの技名（田口隆祐の得意技「どどん」）から。約1年間フリーで活動した後、2010年から浅井企画に所属。
- 2010年12月19日、『第2回 仙台お笑いコンテスト』で、仙台ガールズプロレスリング賞を受賞[6]。
- 2012年4月24日に、単独ライブ『カタカタひら』(しもきた空間リバティ)を開催[7]。また、2013年5月9日には初となるトークライブ『ドドんトークライブ“法話”〜時の流れとは怖いもので、石田が修行の思い出をもう忘れちゃいそうなので、ここいらでいったん話しておきますスペシャル〜※他の話しもするのでご安心下さい。』（しもきたEmuスタジオ）を行った[4]。現在は、奇数月の第二金曜日にトークライブを開催している。
- 2015年9月9日、『歌ネタ王決定戦2015』で決勝進出。同年9月22日〜23日には、K-PRO耐久LIVE「ドド博2015」を開催し、2日間で17公演を行った。

## 芸風
- ネタは主に漫才。石田は袈裟姿で出演している（スーツ姿のこともある）。最初に安田が登場し、後から石田が登場して手を合わせてお辞儀するという最初のパターンが多い。一般人の常識と住職の常識の違い[8]、僧侶とバンドマンの対比、石田が略語を間違えて解釈する等のネタがある。
- また、法要や生前葬の式場に出向いてネタを披露したこともある[9]。
- まれに安田がギターと歌を担当し石田が合いの手を担当して、坊主になった石田の理想と現実とのギャップ・劣等感を描いた歌ネタも披露する。
- 石田が一人でテレビ出演などすることもあり、この時には「天真和尚」「伸光和尚」などの和尚のマニアックな真似などを演じている[9]。
- コミックバンド「THE 南無ズ」としても活動しており、そこでは石田が「彼岸田盆」、安田が「涅槃崎悟」と名乗っている[10]。

## エピソード
- 前述のように、安田は芸人になる前にバンドを組んでいた。当時のバンド名は「BLEND SAUCE」[11]。担当はギター。現在も単独ライブのVTRや自主トークライブなどで弾き語りをすることがある。また、浅井企画の先輩である森慎太郎（どぶろっく）のギターの腕前について、安田は「森さんのコード進行は完璧。もしもバンドをやっていたら、ミリオンセラーを3枚は出していた」と語っている。
- 石田は小学生の頃から芸人になりたい夢を持っていた。高校での進路決定時に関西の大学ばかり志望していたことが親にバレたため、その時初めて芸人になりたいということをカミングアウトした。しかし、住職である父親から「芸人になった時のエピソードにもなる」などと諭され、地元愛媛の松山大学へ進学。卒業と同時に修行の道へ進んだ。通常は年単位でやる修行を、石田は最短の6ヶ月で修了。最短にした理由は「芸人になりたいから」。
- 跡継ぎ問題について、石田自身は「爆売れしたら、家継がないとは決めている」と発言している。
- 2人の出会いはマセキの養成所。石田は「自分より背が高くてシュッとしたカッコイイ人」と組みたいと思っていた。
- 石田が安田と組もうと思った理由のひとつに「オムライス事件」というものがある。石田曰く「安田さんの好きなところは、モラルがあるところと道をよく知っているところ」。
- 石田の父親の名前は「義孝」で、安田と同じ名前である。そのため、石田は安田に出会った時に「運命を感じた」と語っている。
- ネタは安田が基本となる形を3割作り、それを見た石田が7割分の意見を言う。基本的に石田の意見を安田は全て取り入れる。通常のコンビはネタを書く方が力関係が上になるが、ドドんは逆。
- 安田は同じ事務所に所属していた、元ブロッケンの田中究と仲が良く「パオパオ兄さん」と呼んで慕っている[12]。
- 石田は2012年頃から坊主Barでアルバイトをしている[13]。
- コンビ名の候補には、安田が考えた「ダリンダリンダ」「バルーンバルーン」という、石田いわく「クソだせーな！」なものがあった。
- 2人とも僧侶であるお笑いコンビ・観音日和とコラボネタをすることもある。

## 賞レース

### M-1グランプリ
| 年度   | 成績         | 会場                       | 日時       |
| ------ | ------------ | -------------------------- | ---------- |
| 2010年 | 2回戦進出    | ラフォーレミュージアム原宿 | 2010/11/04 |
| 2015年 | 準々決勝進出 | 浅草公会堂                 | 2015/11/03 |
| 2016年 | 準々決勝進出 | NEW PIER HALL              | 2016/11/06 |
| 2017年 | 3回戦進出    | ルミネtheよしもと          | 2017/10/21 |
| 2018年 | 3回戦進出    | ルミネtheよしもと          | 2018/10/17 |
| 2019年 | 3回戦進出    | ルミネtheよしもと          | 2019/10/11 |
| 2020年 | 2回戦進出    | よしもと有楽町シアター     | 2020/11/04 |
| 2021年 | 2回戦進出    | 雷5656会館ときわホール     | 2021/10/18 |
| 2022年 | 2回戦進出    | 雷5656会館ときわホール     | 2022/10/12 |
| 2023年 | 2回戦進出    | 雷5656会館ときわホール     | 2023/10/25 |
| 2024年 | 2回戦進出    | 雷5656会館ときわホール     | 2024/10/17 |

### THE SECOND 〜漫才トーナメント〜
| 年     | 結果                         |
| ------ | ---------------------------- |
| 2025年 | ノックアウトステージ16→8進出 |

### その他
- 2010年 仙台お笑いコンテスト 仙台ガールズプロレスリング賞
- 2015年 歌ネタ王決定戦 決勝進出
- 2016年 G-1グランプリ横浜 準決勝進出
- 2019年 しもつけお笑いグランプリvol.6 優勝

## 出演

### テレビ

#### バラエティ・情報番組
- カイブツ(日本テレビ) - 2008年1月26日(石田のみ「いしだとうふ」時代に出演)
- BSブランチ(BS-TBS)
- 森田一義アワー 笑っていいとも!(フジテレビ)
  - 笑っていいとも!増刊号(フジテレビ)
- 笑う新撰組(テレ朝チャンネル)
- オンバト+(NHK総合) - 2011年5月21日初出場(戦績0勝1敗　最高249KB)
- 2012年!エンタメ先取りコンシェルジュ(テレビ東京) - 2011年12月30日
- iCon(日本テレビ) - 2012年3月21日
- サタネプ☆ベストテン(TBS) - 2012年9月1日
- ZIP!「笑いの単語チョウ」(日本テレビ) - 2012年12月12日
- マバタキー(フジテレビ) - 2012年12月31日(石田のみ)
- カンニングのDAI安吉日!(BSフジ) - 2013年6月1日、9月1日、2014年1月5日、3月16日
- 芸人報道(日本テレビ) - 2013年6月17日(石田のみ)
- 笑点 特大号(BS日テレ) - 2013年11月27日
- めざましテレビ「ココ調」(フジテレビ) - 2014年6月24日
- 学生才能発掘バラエティ 学生HEROES!(テレビ朝日) - 2014年8月27日
- 東京ビタミン寄席(J:COM) - 2014年9月5日 初回放送
- 広告の番組 ヒットの秘密！ 世界☆オモシロCMグランプリ(テレビ東京) - 2014年9月7日
- ○○万円あったら××できるでしょ？ - ウェイバックマシン（2014年9月3日アーカイブ分）(テレ朝チャンネル) -「#31▽1万円で遅刻常習芸人が目覚し時計よりも早く起きる方法を5日間毎朝探る!!」2014年9月14日
- トーカ堂 ときめきサンデー(TOKYO MX) - 「ときめき調査隊!!」2014年10月5日
- PON!(日本テレビ) - 「天カメ一武道会」 2014年11月21日
- Rの法則(NHK Eテレ) - 2014年12月15日
- ニノさん(日本テレビ) - 「ニノさんSP!!全人類サミット」2014年12月22日(安田のみ、勝海舟役)
- 前略、西東さん(中京テレビ)
  - 「一発ギャグ100番勝負の大合戦」- 2014年12月27日(石田のみ)
  - 「事務所イチ押し！超新星の合戦」- 2015年5月30日
  - 「職業漫才の合戦」- 2016年1月30日
- アルコ＆ピースの業界！ワークプリーズ - ウェイバックマシン（2015年1月24日アーカイブ分）(テレ朝チャンネル) - 2015年1月24日(石田のみ)
- バラいろダンディ(TOKYO MX) - 2015年3月25日(石田のみ)
- 目指せ!! アウトレット芸人(チバテレビ) - 2015年6月17日、6月24日

6月24日放送分は「Most Valuable Outlet Geinin」として出演。
- 輝け!ギャラ3000円芸人(BSスカパー!) - 2015年4月15日、11月9日
- 仮説コレクターZ - ウェイバックマシン（2015年3月29日アーカイブ分）(NHK BSプレミアム) - 2015年4月16日(石田のみ)
- 月曜から夜ふかし(日本テレビ) - 2015年4月20日(坊主バンドメンバーとして)
- 有田チルドレン(TBS) - 2015年4月28日
- NHKお笑い脳自慢 - ウェイバックマシン（2015年6月14日アーカイブ分）(NHK総合) - 2015年6月6日(石田のみ)
- うぷ村(TBS) - 2015年7月7日(石田のみ)
- センニュウ★感(テレビ東京) - 2015年7月26日
- バラいろダンディ(TOKYO MX) - 2015年9月7日(石田のみ)
- 歌ネタ王決定戦2015(MBSテレビ) - 2015年9月9日
- ありがとッ!(テレビ神奈川) -「みなと笑激場☆23番地」2015年9月29日
- 羽鳥慎一モーニングショー(テレビ朝日) - 「ショーアップ」2015年11月13日
- SMAP×SMAP（関西テレビ・フジテレビ）- 「5→9〜私に挑んだお坊さん〜」2015年11月23日(石田のみ)
- ウチのガヤがすみません!(日本テレビ) - 2015年12月13日
- シューイチ(日本テレビ) -「ブレイクちょい前芸人」2015年12月27日
- こそこそチャップリン(テレビ東京) - 2016年2月13日、2月20日、2月27日、3月5日、3月12日、3月19日、3月26日
- 爆笑!お台場コサキン亭(BSフジ) - 2016年3月12日
- 東京オーディション(仮)(TOKYO MX) - 2016年3月28日
- お坊さんバラエティ ぶっちゃけ寺 視聴者200人が選んだ! お坊さんに聞いてみたい禁断の質問ランキングSP(テレビ朝日) - 2016年3月28日
- そこそこチャップリン(テレビ東京) - 2016年4月3日
- 本能Z(CBCテレビ) - 2016年4月16日
- プレミアの巣窟（フジテレビ）- 2016年5月23
- 新春さんま総選挙2017（TBS）- 2017年1月3日
- ものまねグランプリ（日本テレビ）- 2017年9月26日（安田のみ）
- 笑レース（フジテレビ）- 2017年10月23日
- 人気芸能人にイタズラ! 仰天ハプニング○連発（フジテレビ）- 2017年12月28日（石田のみ）
- バイキング（フジテレビ）- 2019年1月11日（石田のみ）
- 嵐にしやがれ（日本テレビ）- 2019年3月16日
- モモコのOH!ソレ!みーよ!（関西テレビ）- 2024年8月3日
- ぎりぎりをせめるので続くだけやります法律お笑い - 不定期

#### ドラマ
- ワイルド・ヒーローズ(日本テレビ）- 2015年5月3日 第3話(石田のみ)
- 5→9〜私に恋したお坊さん〜（フジテレビ）- 2015年10月〜12月(石田のみ・レギュラーエキストラとして出演)
- 隕石家族（フジテレビ） - 2020年5月9日 第5話(石田のみ)
- SUPER RICH（フジテレビ）- 2021年11月18日 第6話(石田のみ)

### 舞台
- 万本桜企画「メシアンピーポー」（2012年11月14日〜18日、千本桜ホール）
- 人狼王子プロジェクト「人狼の王子様2」（2014年4月29日〜5月11日、上野ストアハウス）- フィリップ役（ダブルキャスト）
- 女々「ドブ恋5」（2015年11月24日〜29日、千本桜ホール）

### ラジオ
- スリーエフ presents 天野企画(TOKYO FM) - 2012年11月9日
- しゃべくり一直線(NHKラジオ第1放送) - 2013年5月6日
- PRENCOの気分は☆グルービー!!!(TOKYO FM) - 7月25日
- 原宿神宮前芸人(ソラトニワFM) - 2014年8月2日
- FM深夜バラエティー wktkの枠(JFN) - 2013年8月4日、2014年8月16日
- サンドウィッチマンの天使のつくり笑い(NHKラジオ第1放送) -「若手ネタコーナー」2014年8月30日
- オレたちゴチャ・まぜっ!(MBSラジオ) -「出てこいルーキー! お笑い夜明け前!」2014年9月12日
- テリー伊藤のフライデースクープ そこまで言うか!(ニッポン放送) - 2014年11月28日
- 午前1時のシンデレラ(エフエム世田谷) - 2015年2月6日
- 吉田木村の漢塾(目黒FM) - 2015年4月30日
- Saturday Night Laugh → マイナビ Laughter Night (TBSラジオ) - 2015年5月9日[16]・6月27日[17]・11月21日[18]、2016年1月16日[19]・4月21日[20]・6月11日[21]・2017年4月21日[22]・9月15日[23]、2018年9月14日[24]、2020年1月3日[25]
- 小高千枝のイイ女の過ごし方(ソラトニワ銀座) - 2015年5月21日(石田のみ)
- らじらー!サタデー(NHKラジオ第1) -「らじらー! お笑いBattle!」2015年9月12日
- 高柳明音の生まれてこの方(ラジオ日本) - 2015年10月25日
- オールナイトニッポン(ニッポン放送) - 「オールナイトニッポン初笑いスペシャル」2016年1月1日
- レコメン!(文化放送) - 2016年3月16日
- 爆笑問題の日曜サンデー（TBSラジオ） - 2017年1月22日[26]

### 書籍
- 週刊女性（主婦と生活社）
- 別冊宝島2227号 2時間ですっきりわかる 図解親鸞と浄土真宗（宝島社）- 2014年8月7日(石田のみ)
- with11月号「お仕事男子図鑑」（講談社）- 2014年9月27日(石田のみ)
- 文藝春秋11月号（文藝春秋）- 2014年10月10日(梅昆布茶広告コメント)
- 「神主さん」と「お坊さん」の秘密を楽しむ本（グループSKIT）- 2015年6月19日(石田のみ)
- ぴあ お笑いライブ読本（ぴあMOOK）- 2015年9月30日

### DVD
- カイブツ  プロでもない、アマでもない、究極の中途半端大学生芸人大集合!!（バップ）- 2008年3月26日(石田のみ、いしだとうふ時代に出演)
- アンタッチャブル柴田の『ワロタwwww 超絶おもしろいのに全く知られていない芸人たち』（コンテンツリーグ）- 2014年12月24日

### Web

#### 音楽配信
- 煩悩〜BONNOU（2015年9月10日、レコチョク）[27]

#### 動画配信
- アデランス「坊主がウィッグをこさえたら!」（2015年）
- Playkidz「ペロポンパップポロンチョ」 (#29 2015年7月15日、#55 2015年9月4日、#69 2015年10月2日、#80 2015年10月28日) - 石田のみ
- ドドんチャンネル(2015年 - )

### 主な出演ライブ
- 55☆NEXT!!（浅井企画主催・毎月第1木曜開催）
- お笑いダイナマイトショー（浅井企画主催・年1回開催）
- ザンゼンジ・ドドん・モグライダーの6人のライブ(仮)（K-PRO主催・不定期開催）- ザンゼンジ、モグライダーとのユニットライブ
- トッパレA（K-PRO主催バトルライブ）
- 下北GRIP

### 単独ライブ
- ドドん単独ライブ「カタカタひら」（しもきた空間リバティ）- 2012年4月24日
- ドドん第二回忌単独ライブ「坊走」（新宿シアターミラクル）- 2013年9月7日

### 自主ライブ「ドドんトークライブ “法話”」
- 法話 〜時の流れとは怖いもので、石田が修行の思い出をもう忘れちゃいそうなので、ここいらでいったん話しておきますスペシャル〜 ※他の話しもするのでご安心ください。 （2013年5月9日 下北Emuスタジオ）
- 法話2 〜誰しも初めは子供だった、オギャーと生まれてからドドんになるまでスペシャル〜 （2013年7月22日 下北Emuスタジオ）
- 法話3 〜皆さんもう忘れたかもしれませんが、やっておきます！こんなことあったね、あんなことあったね、単独反省会＆自画自賛褒め合いスペシャル〜 ※単独見れなかった方も楽しめる内容にしなきゃ！ （2013年10月17日 下北Emuスタジオ）
- 法話4 〜ドドんのリーダー、キャプテン、大将、マスコット、御大、お兄さん担当、道案内人、忘れ物確認者、ユニットバス広い方、橋から川覗きたい男、Mr.Mr.Children、石田の父ちゃんと同んなじ名前こと“安田義孝”生誕祭スペシャル〜 （2013年11月28日 下北Emuスタジオ）
- 法話5 〜凧揚げよりも、コマ回しよりも、羽根つきよりも面白いよ、福笑いにはちょい負けるけど、ガリと坊主がおしゃべりしたいから、今年もやります！新年あけましておめでとうございまスペシャル〜 （2014年1月20日 下北Emuスタジオ）
- 法話6 〜春は出会いと別れの季節。出会ってくれてありがとう、そして2人のために…。寂しいなぁけど、さようなら！安田もビックリ！？もうすぐ結成5周年！安田義孝、ドドんを卒業しちゃいまスペシャル〜 （2014年3月24日 下北沢BOX104）
- 法話7 〜なんと法話1周年！！めでたいねぇ、ありがたいねぇ。さー、企画どうしよう何しよう…いや、あえてやめよう。喋ろう、ただただ喋ろう！だってそれがトークライブなんだもん。企画が思いつかなかったからじゃないんだからねスペシャル〜 (2014年5月13日 下北沢BOX104)
- 法話8 〜ついに石田も20代最後の年。やっべ！何かしらやり残したことがあんじゃねーか？をすっかりとっくに30代になってた男、安田とともにここいらで一度考えておこうよスペシャル〜 (2014年7月25日 新宿LEFKADA)
- 法話9 〜食欲の秋、読書の秋、芸術の秋、スポーツの秋。秋にはたくさんあるけれど、ドドんの秋はどんな秋？特にタイトルには意味を持たせなかったぜスペシャル〜 【ゲスト】相席スタート(2014年10月1日 新宿バッシュ!!)
- 法話10 〜あんたがプライベートでその日に何があるか知ったこっちゃねぇ！もう誕生日当日にこっちは会場おさえてんだよ！だから開演時間あたりに来い！そこには安田を祝いたい奴らが集まってんだよスペシャル〜 (2014年11月27日 新宿バッシュ!!)
- 法話11 〜2015年から新体制！？新ネタ、坊さん漫才以外ネタ、ピンネタ、1人喋り、もちろん大好きなトークもやるよ！…今回だけで終わる予感、大、大、大、だい！スペシャル〜 (2015年2月24日 下北沢BOX104)
- 法話12 〜お坊さんと元バンドマンが、お医者さんと元美容師を招いて、キャラ漫才とは何だ！？どうしたらいいんだ！？正解はどこだ！？を考える。縛りの中でもがく男たちの会談だよスペシャル〜 【ゲスト】フレミング (2015年5月8日 シアターミネルヴァ)
- 法話13 〜チワワ、キティちゃん、マカロン。世の中にカワイイものって沢山あるけど、お笑い界1カワイイのはリンゴスター！でも3人まとめて喋られると大変だから1人ずつ抽選で喋れる人決めようかなスペシャル〜 【ゲスト】リンゴスター (2015年6月12日 シアターミネルヴァ)
- 法話14 〜夏だ！暑いから、熱い兄さん呼ぼう！！怒られても褒められても嬉しいから、あの人達を呼ぼう！ずーーっと話したかったから…トップリードさん見参スペシャル〜 【ゲスト】トップリード  (2015年7月10日 シアターミネルヴァ)
- 法話15 〜お盆中なのにお坊さんがトークライブ！？じゃーもーお坊さんでも何でもねーだろーーって言われて、ぐぬぬ！ってなりたくないからもう1人お坊さん呼んでみましたよ。墓参りがてらくるのもよしスペシャル〜 【ゲスト】鬼頭真也(夜ふかしの会) (2015年8月14日 シアターミネルヴァ)
- 法話16 〜歌ネタ王から2日後、8組のうち2組がここにいるんで優勝者がいる率めっちゃ上がってるので、断言しましょう！さぁー皆んなチャンピオンに会いにおいでよ！！ダメだった時はお恥ずか、テヘヘヘスペシャル〜 【ゲスト】森慎太郎(どぶろっく) (2015年9月11日 シアターミネルヴァ)
- 法話17 〜メガネとスーツが、メガネでスーツのアスコットタイ兄さんをお出迎え！そーいえばいつから東京きてたっけ？いつからこんなに当たり前にいたっけ？よく考えたらすーっと馴染んでた謎多き2人を徹底解剖スペシャル〜 【ゲスト】ヤーレンズ  (2015年10月9日 シアターミネルヴァ)
- 法話18 〜冬も近づきイルミネーションも輝き出しロマンティックが溢れる今宵は、ロマンティックを学ぶため、ロマンティックな先生をお呼びたてしよう！今夜お前を何たらかんたらザッパーン！何たらかんたらの部分ビシッと決めるぞヽ(°□°)ゝ スペシャル〜 【ゲスト】西村ヒロチョ (2015年11月13日 シアターミネルヴァ)
- 法話19 〜もう師走だね！とっくに安田の誕生日過ぎちゃってお祝いできなかったね。残念。遅ればせながらやればいいって？ダメだよもう過ぎちゃったんだから！安誕やりません！安誕やりません！安誕絶対にやりませんからね（ウインクパチリ）スペシャル〜 【ゲスト】門田樹(エーデルワイス) (2015年12月11日 シアターミネルヴァ)
- 法話20 〜記念すべき20回目！2016年一発目！！さぁーーーーーーシンプルに喋るぞーー！！！企画もねぇ、ゲストもいねぇ、エピソードトークもそれほど増えてねぇ！けど来てね。オラ久しぶりにバッシュさ行ぐだスペシャル〜 【いつも感謝】黒猫の背中 (2016年1月15日 新宿バッシュ!!)
- 法話21 〜ホワイトデーの夜にカブに乗ったお坊さんと、目の下のクマが目立つ王子様が、お笑いドスケベ姫をおもてなし！！芸人以外のゲストが初登場だけどゴリゴリのお笑いの話するぞスペシャル〜 【ゲスト】児島気奈 (2016年3月14日 新宿バッシュ!!)
- 法話22 〜夏を前にヒマワリが東京に咲き誇る！どぉーーもーーー！って来たんで、何すかーーー？って色々聞いてみよう。同期らしいぞインディアンスが明るく元気についに大阪からきましたよスペシャル〜 【ゲスト】インディアンス (2016年5月20日 新宿バッシュ!!)
- 法話23 〜なんとこの日は歌ネタ王の準決勝！はたしてドドんは開演までに間に合うのか！？新宿武ッシュ道館に急げ走れサライ。近くでは浅井VS人力舎の対抗戦やってるぞ…誰か遊びにきてねスペシャル〜  (2016年7月15日 新宿バッシュ!!)

### K-PRO耐久LIVE「ドド博2015」[28][29]
- 鶴の巻 (2015年9月22日、新宿バティオス)
  - 1公演目「ドド博2015オープニングセレモニー」
  - 2公演目「安田セレクションネタライブ」
  - 3公演目「坊主遊戯〜ゲームだらけの60分〜」
  - 4公演目「坊主BAR〜坊主芸人祭り〜」
  - 5公演目「坐禅・説法の時間」※通し券限定ライブ
  - 6公演目「6人のライブvs無敵の6人のライブ（仮）最終決着戦！」
  - 7公演目「ドドん×スパローズツーマンライブ」
  - 8公演目「ドドんの10分ネタライブ」

- 亀の巻 (2015年9月23日、新宿バティオス)
  - 1公演目「石田セレクション早朝寄席」
  - 2公演目「ドドんの「『その時、歴史が動いた！』」
  - 3公演目「安田と7人のダンディ」
  - 4公演目「ドドんのトッパレ」
  - 5公演目「復活！新宿GO!GO!LIVE」
  - 6公演目「煩悩の数だけボケましょう！」※通し券限定ライブ
  - 7公演目「6人のライブvs新6人のライブ（仮）」
  - 8公演目「ドドんソロライブ」
  - 9公演目「ドド博グランドフィナーレ」